# H-dagurinn
H-dagurinn (eller Hægri dagurinn, isländska för Högerdagen) är den officiella isländska benämningen på den omläggning till högertrafik som skedde klockan 6 på morgonen lokal tid den 26 maj 1968 på Island, enligt ett beslut från Alltinget den 13 maj 1964 och en lag om högertrafik antagen år 1965. Högertrafikomläggningen beräknades kosta totalt omkring 45 miljoner isländska kronor, varav över 33 miljoner för ombyggnaden av bussar.

## Bakgrund
Trots att Island tidigare var en koloni tillhörande Danmark-Norge, som officiellt införde högertrafik år 1793, behöll Island vänstertrafik, liksom Sverige (som hade högertrafikomläggning den 3 september 1967). Planerna på en högertrafikomläggning blev tills vidare stoppade under Storbritanniens ockupation av Island under andra världskriget. Det ökande antalet utländska turister från främst USA och det europeiska fastlandet, där högertrafik tillämpas, lade grunden för ett förslag om en omläggning från vänstertrafik, för att anpassa Island efter det amerikanska såväl som det i Europa dominerande trafiksystemet.